# سبز در اسلام
رنگ سبز (به عربی: أخضر) از رنگ‌های مرسوم در اسلام است. این رنگ در قرآن به بهشت همراه می‌کند. در قرن دوازدهم میلادی، سبز برخلاف رنگ مشکی مورد استفاده عباسیان (سنی) توسط فاطمیان (شیعه) به عنوان رنگ دودمانی انتخاب شد. رنگ سبز در شمایل‌نگاری شیعه محبوبیت ویژه ای دارد، اما در کشورهای سنی، به ویژه در پرچم عربستان سعودی و پرچم پاکستان، نیز از آن بسیار استفاده می‌شود.

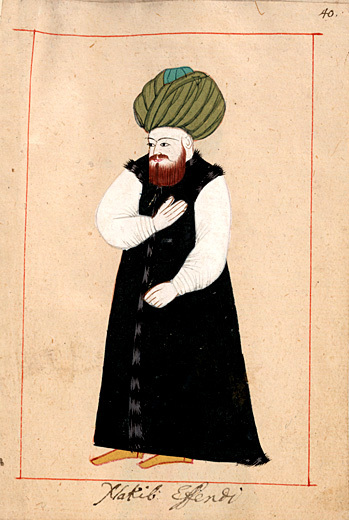
در امپراتوری عثمانی، پوشیدن عمامه سبز امتیازی بود که مختص سادات بود.